# Гнилякевич Марія Ярославівна
Гнилякевич Марія Ярославівна 25 серпня 1946, Львів — українська мисткиня, майстриня народної вишивки, моделювання одягу за народними мотивами. Член НСМНМУ з 1991 р та НСХУ з 1991 р.

## Біографія
Народилася 25 серпня 1946 р. у місті Львові (Україна).
Закінчила Львівський державний університет ім. І. Франка, механіко-математичний факультет.
Працювала техніком на заводі «Теплоконтроль», інженеркою-програмісткою в обчислювальному центрі Облспоживспілки.
Лавреатка премії ім. А. Вахнянина (2007 р.).
Учасниця обласних, всеукраїнських та міжнародних виставок, зокрема в США і Канаді.
Мешкає у Львові.